# Schiffshebewerk Anderton

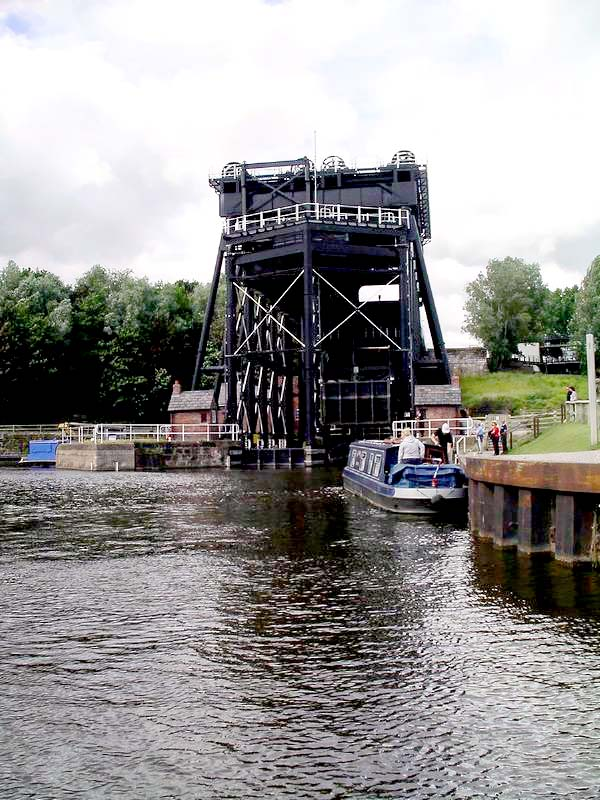
Schiffshebewerk Anderton

Das Schiffshebewerk Anderton (englisch Anderton Boat Lift) ist das erste hydraulische Schiffshebewerk (Presskolben-Hebewerk) der Welt. Es wurde nach dem in der Nähe liegenden Dorf Anderton in der Grafschaft Cheshire im nordwestlichen England benannt. Es verbindet den River Weaver mit dem Trent and Mersey Canal.
Das 1875 erbaute Schiffshebewerk war mehr als 100 Jahre lang in Betrieb, bis es wegen Korrosionsschäden 1983 geschlossen wurde. Im Jahr 2001 begann man mit der Restaurierung, und 2002 wurde es wieder eröffnet.

## Wirtschaftliche Rahmenbedingungen
Bereits zur Römerzeit wurde in Cheshire Steinsalz abgebaut. Bis zum Ende des 17. Jahrhunderts waren um die deshalb so genannten Salzstädte Northwich, Middlewich, Nantwich und Winsford zahlreiche Salzbergwerke entstanden. Um das Salz abtransportieren zu können, wurde bis 1734 der River Weaver von seiner Mündung in den River Mersey bis hinauf nach Winsford schiffbar ausgebaut. Mit dem Trent and Mersey Canal entstand 1777 eine zweite Transportroute. Dieser für Narrowboats gebaute Kanal verlief teilweise parallel zum Weaver, jedoch etwa 15 Meter oberhalb des Flusstals. Er erschloss das weiter südlich liegende Gebiet um Stoke-on-Trent, mit seinen Kohlenminen und der ab dem 18. Jahrhundert stark wachsenden Keramik- und Porzellanindustrie.
Anstatt miteinander zu konkurrieren, entschieden sich die Betreiber dieser beiden Wasserwege jedoch zur Kooperation. 1793 wurde daher bei Anderton am Nordufer des Weaver unmittelbar unterhalb der Böschung, an deren oberen Rand der Trent and Mersey Canal verlief, ein Hafenbecken angelegt. Mit Hilfe von Schüttröhren, Kränen und Schrägaufzügen wurden Salz und andere Güter zwischen den beiden Wasserwegen umgeladen.

## Geschichte

### Planung
Bis 1870 hatte sich das Hafenbecken von Anderton zu einem wichtigen Güterumschlagplatz entwickelt. Das ständige Umladen von Gütern zwischen den beiden Wasserwegen erwies sich jedoch als äußerst zeit- und kostenintensiv. Aus diesem Grund erachteten es die Betreiber der Weaver-Schifffahrtsroute als erforderlich, die beiden Wasserwege miteinander zu verbinden. Zunächst wurde dabei an eine Schleusentreppe gedacht, doch der Wasserverlust aus dem höher gelegenen Kanal wäre zu groß gewesen. Deshalb schlugen sie 1870 vor, ein Schiffshebewerk zu errichten. Der damalige Eigentümer des Kanals, die North Staffordshire Railway Company, wollte sich jedoch nicht an den Kosten beteiligen, weshalb die Weaver-Betreiber schließlich entschieden, die Gesamtkosten alleine zu tragen.
Die Betreibergesellschaft beauftragte daraufhin ihren leitenden Ingenieur, Edward Leader Williams, Entwürfe für ein Schiffshebewerk zu erstellen. Leader Williams untersuchte verschiedene Ansätze und entschloss sich schließlich für einen Entwurf mit zwei wassergefüllten Trögen, die einander als Gegengewicht dienten. Dieses Prinzip war bereits 1835 am Grand Western Canal verwirklicht worden, hier waren insgesamt sieben Hebewerke gebaut worden, bei denen die Tröge jeweils über drei über Umlenkrollen laufende Ketten miteinander verbunden waren. Es war jedoch eine äußerst massive Stützkonstruktion erforderlich, um das Gewicht beider wassergefüllter Tröge tragen zu können. Leader Williams plante daher, die Tröge nicht an Ketten zu hängen, sondern sie stattdessen auf Presskolben abzustützen, die sich in unterirdischen, mit Wasser gefüllten Hydraulikzylindern auf- und abbewegen. Damit wurde der Oberbau nur noch zur seitlichen Führung der Tröge benötigt. Nachdem die Entscheidung für einen hydraulischen Betrieb gefallen war, beauftragte Leader Williams den erfahrenen Hydraulikingenieur Edwin Clark mit der eigentlichen Planung. Das Hebewerk sollte auf einer kleinen Insel im Hafenbecken von Anderton entstehen.

### Technik

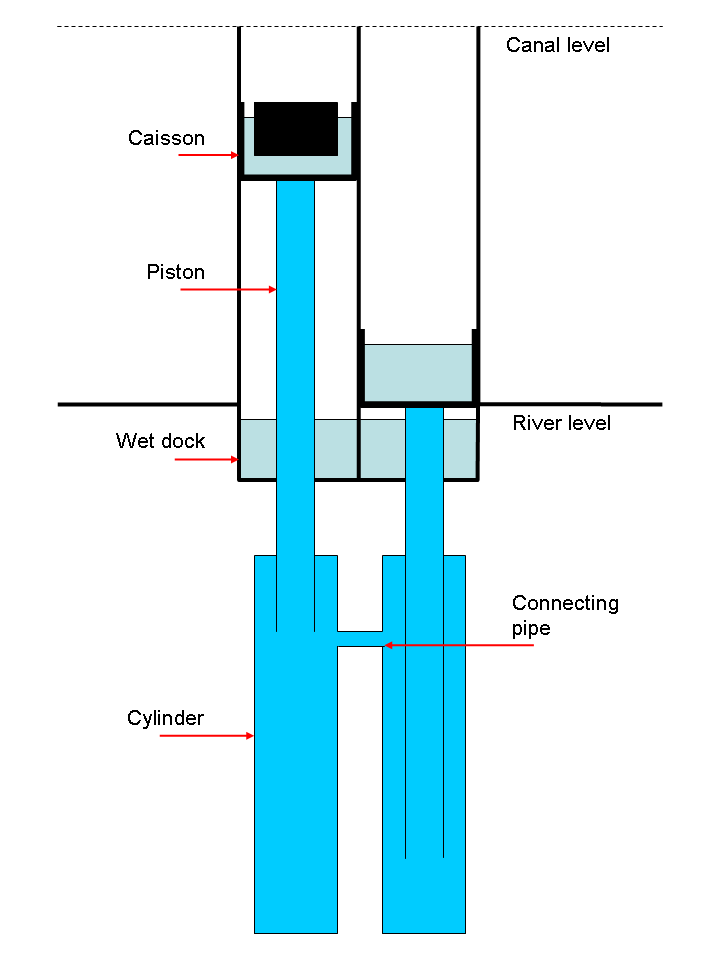
Anderton Boat Lift – Darstellung des hydraulischen Betriebs (nicht maßstabsgerecht)

Die beiden schmiedeeisernen Tröge waren je 22,9 Meter lang, 4,7 m breit, 2,9 m hoch (1,5 m Wassertiefe) und konnten jeweils zwei Narrowboats der 72-Fuß-Klasse (21,9 m lang) aufnehmen. Jeder Trog hatte ein Leergewicht von 90 Tonnen und wog 252 Tonnen im gefüllten Zustand. (Aufgrund des Archimedischen Prinzips spielt es keine Rolle, ob sich Schiffe im Trog befinden oder nicht.) Getragen wurde jeder Trog von einem einzelnen Hydraulikzylinder bestehend aus einem 15,2 m langen gusseisernen Kolben mit einem Durchmesser von 90 cm, der sich in einem unterirdischen, ebenfalls gusseisernen Zylinder mit einem Durchmesser von 1,7 m bewegte.
Der Oberbau bestand aus sieben hohlen, gusseisernen Pfeilern, an denen Führungsschienen für die Tröge angebracht waren, einer Arbeitsplattform sowie Treppen und Laufwegen für das Betriebspersonal. Unten auf Flussniveau wurden die Tröge direkt ins Wasser des Hafenbeckens abgesenkt, so dass hier keine Tore nötig waren. Am oberen Ende stellte eine 50 Meter lange, schmiedeeiserne Kanalbrücke die Verbindung zum Trent and Mersey Canal her.
Im Normalbetrieb wurde der Wasserstand im jeweils oberen Trog etwas höher eingestellt als im unteren Trog. Dann wurde eine Druckleitung zwischen den beiden Zylindern geöffnet. Der obere Trog, aufgrund des höheren Wasserstandes schwerer, sank nun langsam ab und drückte dabei Wasser aus seinem Zylinder durch die Druckleitung in den anderen Zylinder, und hob damit den unteren Trog nach oben. Zusätzlich stand ein Hydraulikspeicher zur Verfügung, um am Anfang und Ende einer Fahrt die Tröge unabhängig voneinander bewegen zu können. Eine dampfbetriebene Hydraulikpumpe beaufschlagte den Speicher mit Druck. Es war auch möglich, die Tröge mit Hilfe des Speichers und der Dampfpumpe vollständig unabhängig voneinander zu heben. Allerdings dauerte ein solcher unabhängiger Hebevorgang mit rund 30 Minuten etwa zehn Mal so lang wie normalerweise.

### Bau
Im Juli 1872 wurde die Baugenehmigung erteilt, und Ende 1872 begannen die Bauarbeiten. Nach rund 30-monatiger Bauzeit konnte das Hebewerk am 26. Juli 1875 dem Verkehr übergeben werden.

### Probleme mit der Hydraulik
In den ersten fünf Jahren arbeitete das Hebewerk einwandfrei, der Betrieb wurde nur unterbrochen, wenn der Kanal zufror. Doch 1882 platzte einer der Zylinder, als er gerade angehoben war und sich ein Boot darin befand. Der Trog senkte sich daraufhin schnell ab. Es gab allerdings keine Verletzten und der Oberbau blieb unbeschädigt. Während anschließender Kontrollen barst auch der zweite Zylinder, woraufhin das Hebewerk für sechs Monate geschlossen wurde. In dieser Zeit wurden die Zylinder ersetzt und die Druckleitungen überarbeitet.
Der Verkehr über das Hebewerk nahm zum Ende des 19. Jahrhunderts trotz wachsender Konkurrenz durch die Eisenbahn stetig zu. Allerdings gab es immer wieder Probleme mit den Hydraulikzylindern. So mussten die Stopfbuchsen an den oberen Enden der Zylinder 1891 und 1894 ersetzt werden. Hauptproblem war jedoch Korrosion an den Kolben, die zur Bildung von Riefen führte. Grund dafür war der aufgrund der Einleitung von Industrieabwässern relativ hohe Säuregehalt des Kanal- und Flusswassers, das als Arbeitsmittel verwendet wurde. Nachdem ein Versuch, diese Riefen mit Kupfer zu reparieren, aufgrund elektrochemischer Vorgänge die Korrosion des umliegenden Eisens nur noch verschlimmerte, wurde das Hebewerk schließlich 1897 für die Verwendung von destilliertem Wasser umgerüstet. Dadurch wurde die Korrosion jedoch nur verlangsamt. Während der nun folgenden Jahre häuften sich Wartungs- und Reparaturarbeiten mehr und mehr, und jedes Mal musste das Hebewerk entweder für mehrere Wochen vollständig gesperrt werden oder konnte nur mit einem Trog und damit reduzierter Leistungsfähigkeit arbeiten.

### Umrüstung auf elektrischen Betrieb

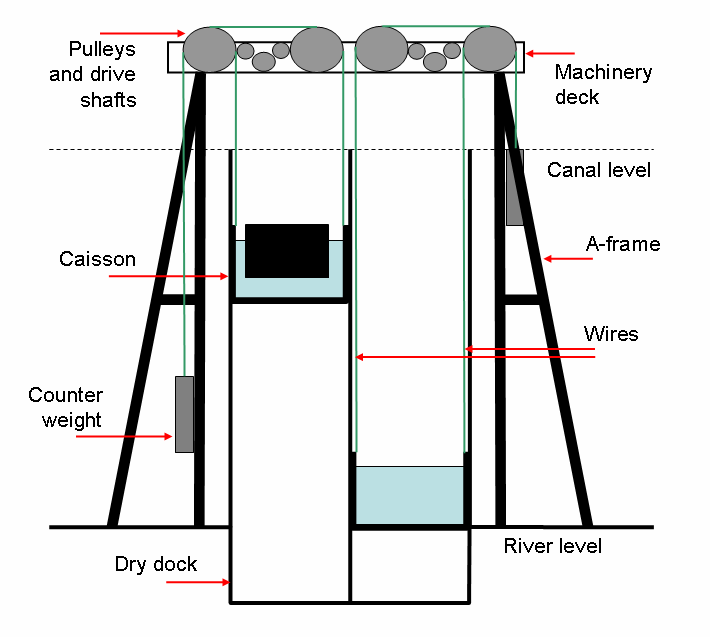
Hebewerk nach dem Umbau auf elektrischen Betrieb mit Gegengewichten.

1904 stand schließlich eine langandauernde Schließung unmittelbar bevor, da sowohl beide Hydraulikzylinder einschließlich der Kolben, als auch die Dampfmaschine dringend ersetzt werden mussten. Daher beauftragte die Betreibergesellschaft ihren damaligen Chefingenieur Colonel J.A. Saner damit, nach Alternativen zu suchen. Saner schlug vor, die Hydraulikzylinder durch ein von Elektromotoren angetriebenes System von Gegengewichten und Flaschenzügen zu ersetzen. Zwar erhöhte sich damit die Anzahl der beweglichen Teile erheblich, doch waren diese alle oberirdisch angeordnet und somit für Wartungs- und Reparaturarbeiten leichter zugänglich als die unterirdische Hydraulikanlage.
Da nun jedoch sowohl das Gewicht beider Tröge als auch das der neu hinzukommenden Gegengewichte vom Oberbau getragen werden musste, musste dieser erheblich verstärkt werden. Allerdings versprach Saner, dies dadurch zu erreichen, dass er einen separaten, stärkeren Oberbau um die bestehende Konstruktion herumbauen würde, und so mit nur drei kurzen Sperrzeiten auskäme.
Der neue Oberbau bestand aus zehn stählernen Rahmentragwerken, fünf auf jeder Seite des Hebewerks. Diese trugen ein Maschinengeschoss in 18 Meter Höhe über dem Fluss. Hier wurden Elektromotoren, Antriebswellen und Winden montiert. Die beiden Tröge blieben erhalten und wurden durch Drahtseile mit je 18 gusseisernen Gegengewichten verbunden. Da jedes Gegengewicht 14 Tonnen wog, wurde damit die Masse des gefüllten Troges genau kompensiert, und der Elektromotor diente neben der Überwindung der Reibung lediglich zum Beschleunigen und Bremsen. Am unteren Ende wurden die Becken, in denen die Tröge landeten, ausbetoniert, mit Toren ausgerüstet und somit trockengelegt, damit die Kolben und Stopfbuchsen nicht mehr dem aggressiven Flusswasser ausgesetzt waren. Überdies wurde die Kanalbrücke verstärkt.
Diese Arbeiten wurden zwischen 1906 und 1908 durchgeführt. Und wie es Saner versprochen hatte, war das Hebewerk während dieser zwei Jahre nur drei Mal für kurze Zeit gesperrt, insgesamt für 49 Tage. Am 29. Juli 1908 wurde das umgebaute Hebewerk offiziell eröffnet.

### Betrieb nach der Umstellung
Nach der Umstellung auf elektrischen Betrieb war das Schiffshebewerk 75 Jahre lang erfolgreich in Betrieb. Natürlich fanden auch jetzt regelmäßige Wartungsarbeiten statt, insbesondere waren die Drahtseile durch die ständigen Biegebelastungen anfällig für Materialermüdung und mussten relativ häufig ersetzt werden. Auch erwies sich der neue Oberbau als korrosionsanfällig und musste alle acht Jahre mit einer Mischung aus Teer und Gummi gestrichen werden.
Zwischen 1941 und 1942 wurden die Hydraulikzylinder, die man beim Umbau im Boden gelassen hatte, entfernt, um das Eisen anderweitig, wahrscheinlich für Kriegszwecke, verwenden zu können.
Mit dem starken Wachstum des Straßenverkehrs nach dem Zweiten Weltkrieg nahm der Güterverkehr mit Narrowboats auf dem britischen Kanalsystem stetig ab und kam Mitte der 1960er Jahre praktisch völlig zum Erliegen. Um 1970 wurde das Schiffshebewerk Anderton daher fast nur noch während der Sommersaison für die Freizeitschifffahrt genutzt. 1979 wurde das Bauwerk unter Denkmalschutz gestellt.

### Schließung
Im Zuge von Malerarbeiten wurden 1983 schwere Korrosionsschäden im Oberbau entdeckt, weshalb das Hebewerk für baufällig erklärt und geschlossen wurde. Gegengewichte, Umlenkrollen und Getriebe wurden 1987 demontiert und neben dem Hebewerk eingelagert.

## Restaurierung

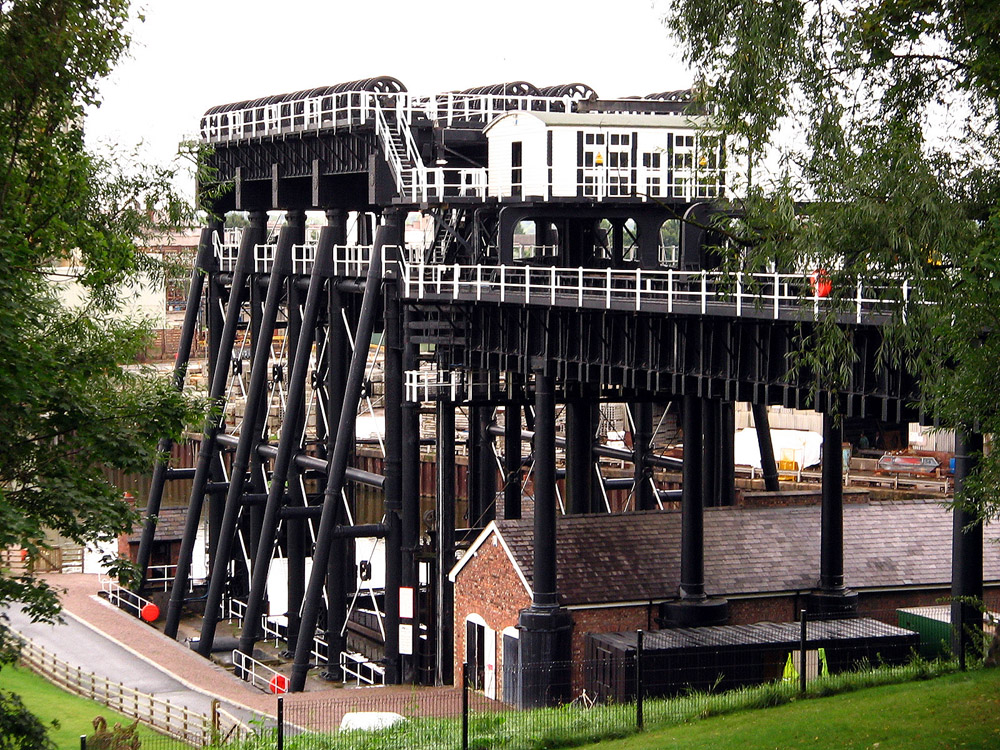
Das restaurierte Hebewerk vom Kanal aus gesehen.

Zehn Jahre nach der Schließung wurde eine Stiftung, der Anderton Boat Lift Trust, gegründet mit dem Ziel, Gelder für eine betriebsfähige Restaurierung des Hebewerks von Anderton zu sammeln. Zahlreiche andere Organisationen beteiligten sich an dem Projekt, und 2001 konnte schließlich mit den Arbeiten begonnen werden.
Während der Restaurierung wurde das Hebewerk wieder auf hydraulischen Betrieb umgestellt. Es wurden moderne Hydraulikzylinder eingesetzt und als Arbeitsmedium wurde nicht mehr Wasser, sondern Hydrauliköl verwendet. Die nun nicht mehr nötigen Gegengewichte wurden demontiert und als Bauelemente für einen Irrgarten verwendet. Der Oberbau von 1908 mit dem Maschinengeschoss und den Laufrollen blieb jedoch erhalten.
Im September 2002 wurde das Schiffshebewerk Anderton wieder eröffnet. Für Besucher, die nicht mit dem eigenen Boot anreisen, werden Rundfahrten durch das Hebewerk mit einem Ausflugsboot angeboten.
Das Schiffshebewerk kann im Winter nicht besichtigt werden.